# Округ Волуша (Флорида)
Волуша (енгл. Volusia County) је округ у америчкој савезној држави Флорида. По попису из 2010. године број становника је 494.593.

## Демографија
Према попису становништва из 2010. у округу је живело 494.593 становника, што је 51.250 (11,6%) становника више него 2000. године.
| Група             | 2000.           | 2010.           |
| Белци             | 363.045 (81,9%) | 372.982 (75,4%) |
| Афроамериканци    | 41.198 (9,3%)   | 51.791 (10,5%)  |
| Азијати           | 4.430 (1,0%)    | 7.567 (1,5%)    |
| Хиспаноамериканци | 29.111 (6,6%)   | 55.217 (11,2%)  |
| Укупно            | 443.343         | 494.593         |